# Echipa națională de fotbal a Republicii Kosovo
Echipa națională de fotbal a Republicii Kosovo reprezintă Republica Kosovo în fotbalul internațional și este controlată de Federația de Fotbal din Kosovo. Din 2016, este membră a forurilor FIFA și a UEFA.
S-a format după destrămarea Iugoslaviei, și a jucat mai multe meciuri amicale, multe cu alte cluburi de fotbal. Este antrenată de Albert Bunjaku din mai 2009.
Pe 6 mai 2008, Kosovo a depus candidatura pentru a adera la FIFA. Cererea a fost discutată de congresul FIFA din Zürich, în octombrie 2008, dar i-a fost respinsă candidatura și i s-a interzis atunci să joace meciuri amicale deoarece nu respecta articolul 10 din statutul FIFA, care spune că doar „un stat independendt recunoscut de comunitatea internațională” poate fi admisă la FIFA.
Ultimul meci jucat a fost cel cu Albania pe 17 februarie 2010.
A participat la o singură competiție, „Cupa Aniversară 50 KTFF”, prin care se sărbătorea 50 de ani de la înființarea Federației de Fotbal din Ciprul de Nord. A înregistrat o victorie și o înfrângere.

## Lot
| Nr. | Poz. | Jucător                      | Data nașterii (vârsta)        | Selecții | Goluri | Club                |
| --- | ---- | ---------------------------- | ----------------------------- | -------- | ------ | ------------------- |
| 1   | P    | Samir Ujkani (Captain)       | 5 iulie 1988 (36 de ani)      | 26       | 0      | Torino              |
| 12  | P    | Arijanet Muric               | 7 noiembrie 1998 (26 de ani)  | 9        | 0      | Nottingham Forest   |
| 16  | P    | Visar Bekaj                  | 24 mai 1997 (27 de ani)       | 1        | 0      | Prishtina           |
|     |      |                              |                               |          |        |                     |
| 13  | F    | Amir Rrahmani (3rd captain)  | 24 februarie 1994 (31 de ani) | 28       | 5      | Hellas Verona       |
| 15  | F    | Mërgim Vojvoda               | 1 februarie 1995 (30 de ani)  | 23       | 1      | Standard Liège      |
| 19  | F    | Leart Paqarada               | 10 august 1994 (30 de ani)    | 19       | 1      | Sandhausen          |
| 3   | F    | Fidan Aliti                  | 3 octombrie 1993 (31 de ani)  | 19       | 0      | Kalmar              |
| 2   | F    | Florent Hadergjonaj          | 31 iulie 1994 (30 de ani)     | 6        | 0      | Huddersfield Town   |
| 20  | F    | Ibrahim Drešević             | 24 ianuarie 1997 (28 de ani)  | 1        | 0      | Heerenveen          |
| 23  | F    | Arbenit Xhemajli             | 23 aprilie 1998 (26 de ani)   | 1        | 0      | Neuchâtel Xamax     |
|     |      |                              |                               |          |        |                     |
| 7   | M    | Milot Rashica                | 28 iunie 1996 (28 de ani)     | 26       | 4      | Werder Bremen       |
| 8   | M    | Besar Halimi                 | 12 decembrie 1994 (30 de ani) | 22       | 1      | Sandhausen          |
| 14  | M    | Valon Berisha (Vice-captain) | 7 februarie 1993 (32 de ani)  | 19       | 3      | Lazio               |
| 9   | M    | Bersant Celina               | 9 septembrie 1996 (28 de ani) | 19       | 2      | Swansea City        |
| 22  | M    | Edon Zhegrova                | 31 martie 1999 (25 de ani)    | 16       | 2      | Basel               |
| 5   | M    | Herolind Shala (4th captain) | 2 ianuarie 1992 (33 de ani)   | 16       | 0      | Vålerenga           |
| 17  | M    | Benjamin Kololli             | 15 mai 1992 (32 de ani)       | 15       | 3      | Zürich              |
| 6   | M    | Anel Rashkaj                 | 19 august 1989 (35 de ani)    | 10       | 0      | AFC Eskilstuna      |
| 4   | M    | Idriz Voca                   | 15 mai 1997 (27 de ani)       | 10       | 0      | Luzern              |
| 18  | M    | Florent Hasani               | 30 martie 1997 (27 de ani)    | 3        | 1      | Diósgyőri           |
| 10  | M    | Florent Muslija              | 6 iulie 1998 (26 de ani)      | 3        | 0      | Hannover 96         |
|     |      |                              |                               |          |        |                     |
| 21  | A    | Atdhe Nuhiu                  | 29 iulie 1989 (35 de ani)     | 16       | 3      | Sheffield Wednesday |
| 11  | A    | Elba Rashani                 | 9 mai 1993 (31 de ani)        | 10       | 4      | Odd                 |